# Dina Ruiz
Dina Marie Ruiz (Castro Valley, California, 11 de julio de 1965) es una reportera y presentadora de televisión en Estados Unidos.
Dado que estuvo casada con el director/actor Clint Eastwood, es conocida popularmente como Dina Eastwood. En tal sentido, en 2012 protagonizó un reality show en televisión en el canal E! sobre su propia vida, Mrs. Eastwood & Company.

## Vida y educación en sus primeros años
Dina Marie Ruiz nació en Castro Valley, California, hija de Michael Ruiz -quien cuando niño había sido adoptado por una pareja portuguesa-portorriqueña- y por Mary Lou Ruiz, de ascendencia inglesa, irlandesa y alemana. El padre biológico de Michael Ruiz, Marcus Grant, era afroamericano y nativo hawaiano, y su madre biológica, Lilian, era japonesa y hawaiana. Dina creció en Fremont, California, y se educó en la misma escuela a la que había asistido su padre en Fresno.
Después de egresar de Mission San Jose High School en Fremont, asistió a varias universidades comenzando en 1983 por Ohlone College, una institución educativa comunitaria en su ciudad natal. Al tiempo que era estudiante en Ohlone, presentaba noticias en Newsline para Ohlone College Television. Asistió brevemente a Arizona State University en Tempe, y en 1988 se graduó en San Francisco State University con un título de grado en Broadcast Communications.

## Carrera
En 1990 fue contratada como reportera para KNAZ-TV en Flagstaff, Arizona, y finalmente se convirtió en presentadora. Alrededor de un año más tarde y hasta 1997 fue contratada como presentadora en KSBW en Monterey-Salinas. Conoció a Clint Eastwood cuando lo entrevistó para un telediario.
En 1998, como "Dina Ruiz Eastwood", fue anfitriona del espectáculo televisivo A quest for Excellence, producido por California Teachers Association y presentando alumnos, profesores, y administradores en sus retos diarios, así como entrevistas a celebridades.
El 8 de febrero de 2011, anunciado como Dina Ruiz-Eastwood y concretado en el aire como Dina Eastwood, se constituyó en presentadora invitada del elenco del telediario de las 5 p. m. de KSBW, con el presentador Dan Green. El 11 de noviembre de 2013 retornó como presentadora del telediario de las 5 p. m. por dos semanas.
En 2009 Ruiz Eastwood apareció en la lista "Alumni Hot Shots" de San Francisco State University. Es antigua coanfitriona del show televisivo Candida Camera.
Descubrió la banda sudafricana a capela Overtone durante el rodaje de la película de su marido Invictus. Luego la banda grabó canciones que se utilizaron en la banda sonora de Malpaso Productions.

Dina Marie Ruiz hizo breves apariciones como reportera en dos de las películas de su marido, Clint Eastwood, True Crime (1999) y Blood Work (2002). En 2012, actuó el papel de Vanessa Reeve en The Forger junto a su hijastro, Scott Eastwood.
Dina Marie Ruiz se unió al The California Museum for History, Women and the Arts Board of Trustees.

## Vida personal
Como Clint Eastwood recordó en 2007, Dina Marie Ruiz conoció al actor-director Clint Eastwood en 1992, cuándo ella lo entrevistó para KSBW-TV.
Se casaron el 31 de marzo de 1996. La pareja tiene una hija, Morgan Eastwood (12 de diciembre de 1996).
En abril de 2013, Dina Marie Ruiz se internó en rehabilitación por depresión y ansiedad.
En agosto de 2013 Dina Marie Ruiz declaró que ella y Clint Eastwood habían estado viviendo separados durante una extensión de tiempo que no fue revelada. Dina Marie Ruiz presentó la demanda de divorcio el 22 de octubre de 2013. En su demanda de divorcio solicitó la tenencia total de su hija Morgan.